# Dolicheremaeus gyroplicatus
Dolicheremaeus gyroplicatus är en kvalsterart som beskrevs av Wen 1998. Dolicheremaeus gyroplicatus ingår i släktet Dolicheremaeus och familjen Tetracondylidae. Inga underarter finns listade i Catalogue of Life.